# Lifuella multidentata
Lifuella multidentata är en mossdjursart som först beskrevs av Thornely 1905.  Lifuella multidentata ingår i släktet Lifuella och familjen Phidoloporidae. Inga underarter finns listade i Catalogue of Life.